# Rifugio Tommaso Pedrotti

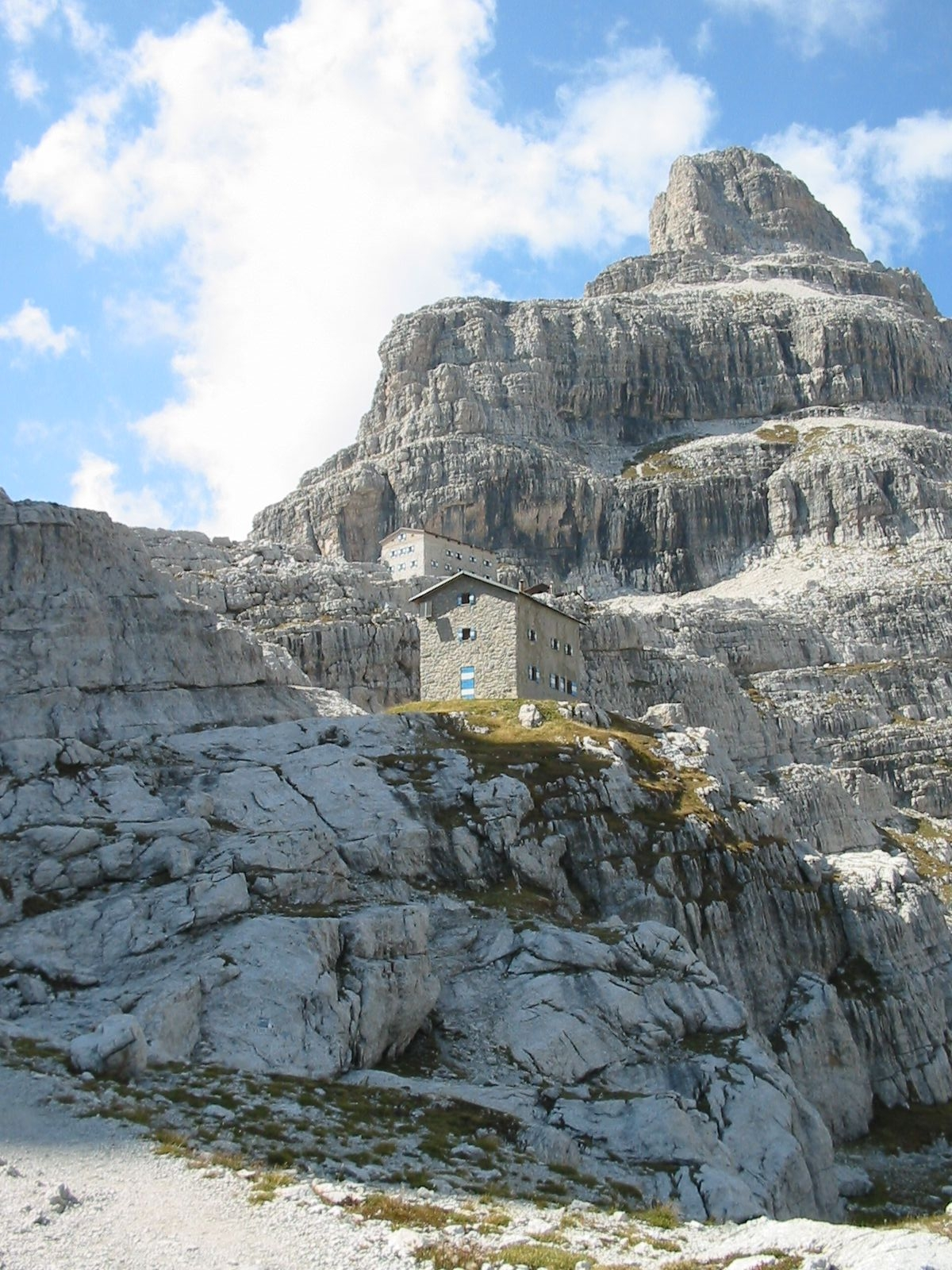
Beide schuilhutten, de Tomasso Pedrotti (boven) en de Tosa (onder)

De Rifugio Tommaso Pedrotti is een berghut in de gemeente San Lorenzo in Banale in het oostelijke deel van de Italiaanse provincie Trente. De berghut, gelegen op een hoogte van 2491 meter in de Brenta, een berggroep in de Dolomieten, behoort toe aan de Società Alpinisti Tridentini (SAT).
De schuilplaats in de bergen bestaat uit twee gebouwen. Het eerste gebouw, dat als Rifugio alla Tosa bekendstaat, werd in 1881 door de SAT op 2439 meter hoogte gebouwd. De eerste hut bestond uit één vertrek. Nadat het in de loop der jaren meerdere malen is uitgebreid, wordt het inmiddels als bijgebouw bij het huidige Rifugio Tommaso Pedrotti gebruikt. Dit tweede, hoger gelegen gebouw werd aan het begin van de 20e eeuw door de sectie Bremen van de Deutsche und Österreichische Alpenverein (DuÖAV) gebouwd op de Sella del Rifugio, tussen de Cima Brenta Bassa (2809 meter) en de Croz del Rifugio (2615 meter). Na een langslepende rechtszaak wist de SAT, na een uitspraak van het Weens hooggerechtshof, ook dit gebouw toe te eigenen. Na de Tweede Wereldoorlog werd het gebouw gerestaureerd en kreeg het de naam Tommaso Pedrotti, ter herinnering aan de broer van twee voorzitters van de SAT.
Veel beklommen bergen in de nabijheid van de Rifugio Tommaso Pedrotti zijn de Cima Tosa (3159 meter), de Campanile Alto (2937 meter) en de Campanile Basso (2883 meter). Nabijgelegen hutten zijn onder ander de Rifugio Silvio Agostini en de Rifugio Tuckett. Een klim naar de hut geschiedt vanuit Molveno, door het Val delle Seghe, langs de Rifugio Selvata (1663 meter), vanuit Pradél (1367 meter) via de Rifugio Croz dell'Altissimo of vanaf de Rifugio Vallesinella in Madonna di Campiglio via de Rifugio Casinei en Rifugio Brentei.